# 王璵
王 璵（おう よ、生年不詳 - 768年）は、唐代の官僚・政治家。本貫は雍州咸陽県。

## 経歴
王紹（王方慶の子の王曒の曾孫）の子として生まれた。若くして礼学を学び、祠祭の儀注を当時に広く求めた。開元末年、玄宗は道教を尊んで、宗廟祭祀を軽視していた。王璵は古今の祀典を引用して、春壇を置き、青帝を国の東郊で祀るよう求めると、玄宗はこれを聞き入れた。このため王璵は太常寺博士・侍御史に転じ、祠祭使をつとめた。至徳元載（756年）、粛宗が即位すると、王璵は太常寺卿に累進した。乾元元年（758年）5月、中書令の崔円が宰相を退任すると、王璵は中書侍郎・同中書門下平章事（宰相）となった。乾元2年（759年）3月、知政事（宰相）を退任し、刑部尚書となった。7月、蒲州刺史を兼ね、蒲同虢節度使（後の河中節度使）をつとめた。上元2年（761年）、揚州長史となり、御史大夫を兼ね、淮南節度使をつとめた。粛宗が南郊での郊祀の礼を終えると、王璵は使持節・都督越州諸軍事・越州刺史となり、浙江東道節度観察処置使をつとめた。本官のまま御史大夫を兼ねた。入朝して太子少保となった。永泰元年（765年）、太子少師に転じた。大暦3年（768年）6月庚寅、死去した。開府儀同三司の位を追贈された。諡は簡懐といった。

## 伝記資料
- 『旧唐書』巻130 列伝第80
- 『新唐書』巻109 列伝第34